# The Beautiful Guitar
The Beautiful Guitar è il sesto album di Joe Satriani, pubblicato solo in Europa nel 1993. Si tratta di una raccolta di brani degli album precedenti.

## Tracce
Tutti i brani sono di Joe Satriani.
1. Cryin' - 5:44
2. Always with Me, Always with You - 3:24
3. Thinking of You - 3:56
4. The Crush of Love - 4:22
5. I Believe - 5:54
6. Rubina - 5:54
7. Tears in the Rain - 1:18
8. All Alone - 4:23
9. Why - 4:46
10. Echo - 5:39
11. Midnight - 1:43
12. Rubina's Blue Sky Happiness - 6:10
13. Day at the Beach - 2:05
14. Saying Goodbye - 2:51